# にがくてあまい
『にがくてあまい』は、小林ユミヲによる日本の漫画作品。ウェブコミック誌『EDEN』（マッグガーデン）にて、2009年から2016年まで連載された。単行本は12巻まで発売され、2017年3月8日に番外編や描き下ろし短編を纏めた『にがくてあまい　おかわり』が13巻として発売された。
対照的な男女の生活をコミカルに描く。登場人物の1人が料理好きという設定であり、登場した料理のレシピが作中で紹介されている。
2016年に実写映画が公開された。2023年4月より、Leminoにて配信ドラマ化。
2019年7月12日より、続編となる『にがくてあまい -refrain-』が『ふらっとヒーローズ』（ヒーローズ）にて連載中。
作中に登場する菜花のケーキが、2022年4月11日放送の『グレーテルのかまど』（NHK Eテレ）にて紹介された。

## あらすじ
容姿端麗で大手広告代理店で働くバリバリのキャリアウーマンのマキ。だが仕事に没頭するあまり部屋は荒れ放題。料理は一切せず食生活は乱れ、そのせいで男性に恵まれない日々を送っていた。ある日、マキは男子校のイケメン美術教師・片山渚と出会いひょんなことから同居生活がスタート。家事ができない野菜嫌いな独身女とイケメンだが女に全く興味がない男色家で料理上手なベジタリアン。相容れない二人の笑いあり涙ありそして料理ありの波乱万丈な毎日が今日も続くのであった

## 登場人物
江田 マキ（えだ マキ）
28歳。主人公。大手広告代理店の企画営業部に勤務しているバリバリのキャリアウーマン。見た目は才色兼備で仕事もでき上司からも一目置かれているが、プライベートはゴミ屋敷と化した部屋で過ごし家事全般不得意。普段から料理もせず偏食が激しく野菜嫌い。ジャンクフードが好物。
片山 渚（かたやま なぎさ）
30歳。もう一人の主人公。男子校に勤務する美術教師。その美貌から女性にはモテるが、彼自身は同性愛者であり、異性に興味がない。ゲイであることは周囲に隠している。家事全般を、器用にこなし、料理上手で様々な野菜料理をつくっては皆の胃袋を掴んでいる。野菜嫌いのマキもこぞって食べるほど。ヴィーガンである。菜食主義は初恋相手の影響で、食べられないのではなく食べないだけ。
青井 ミナミ（あおい ミナミ）
人気アイドル。ミナミは芸名で本名は春子。中学生の頃、漫画家を目指している時に渚の兄・翼と出会い相思相愛に。翼が亡くなっていたことを知ると、翼の内縁の妻を自称したり、さらには渚の義姉を称したりした。マキが手掛けるCMへの出演を巡って登場機会が多い上、渚の料理に絡むことも多い。
江田 豊（えだ ゆたか）
マキの父で、ハルバルファーム共同代表。マキが高校生の頃会社を辞めて有機野菜の農家を始めた。そのお陰で農家をすることに反対していたマキとは絶縁状態にあった。のちに和解し、娘と畑の事を書いたブログ本を出版。将来はマキにハルバルファームを継いでもらいたいと思っている。
江田 操（えだ みさお）
マキの母で、ハルバルファーム共同代表。夫と娘の関係に気をもんでいる。若い頃は体が弱く、はかない感じの少女だったが二人の男を手玉にとるくらいやり手なお母さん。
片山 翼（かたやま つばさ）
渚の兄。故人。渚が高校生の時に病気で亡くなった。ミナミとは漫画を通じて知り合い恋仲に。ロリコン。
馬場園 あつし（ばばぞの あつし）
通称ばばっち。渚の学校の後輩で体育教師。高校時代はハンドボールのスター選手だったが、重度のイップスを抱えている。ある事件をきっかけに怪我をして以降ハンドボールは辞めていたが、近くの女子校のコーチ依頼をきっかけに徐々にイップスを克服した。のちに幼なじみの純と結婚する。可愛い顔をしているが向かってきた相手を投げ飛ばすほど力は強い。度々渚にセクハラされている。実の親は育児が出来ず、祖母に育てられた。
立花 アラタ（たちばな アラタ）
渚の元同居人でバイセクシャル。渚の前から姿を消していたが、十数年ぶりに姿を現す。渚がベジタリアンになったきっかけの憧れの人。のちにインドからアラタを追いかけてきたマリアと結婚。
北村 純（きたむら じゅん）
　　
ギルバート・ワイマン
　　
豆田 ヤスオ（まめた ヤスオ）
40歳。通称ヤっさん。マキと渚が出会ったビーンズバーのマスターで渚の兄貴的な存在。翼ともよくつるんでいた。よく渚に店のフードメニューを作ってもらっている。普段はオネェ言葉で話すが営業用でゲイではない。ちなみに既婚者。妻は人気ＢＬ漫画家。
実家は相撲部屋で実父は元横綱、実兄は元大関（部屋持ち親方）。

## 書誌情報

### 単行本
- 小林ユミヲ『にがくてあまい』マッグガーデン〈BLADE COMICS EDEN〉、全13巻
  1. 2010年8月12日発売[6]、ISBN 978-4-86127-763-4
  2. 2011年1月14日発売[7][8]、ISBN 978-4-86127-811-2
  3. 2011年7月14日発売[9]、ISBN 978-4-86127-870-9
  4. 2012年1月14日発売[10][11]、ISBN 978-4-86127-935-5
  5. 2012年7月14日発売[12]、ISBN 978-4-8000-0021-7
  6. 2013年1月12日発売[13]、ISBN 978-4-8000-0084-2
  7. 2013年8月12日発売[14]、ISBN 978-4-8000-0199-3
  8. 2014年2月14日発売[15]、ISBN 978-4-8000-0262-4
  9. 2014年9月13日発売[16][17]、ISBN 978-4-8000-0348-5
  10. 2015年2月14日発売[18]、ISBN 978-4-8000-0415-4
  11. 2015年10月14日発売[19]、ISBN 978-4-8000-0499-4
  12. 2016年5月14日発売[20]、ISBN 978-4-8000-0575-5
  13. 2017年3月8日発売[21][22]、ISBN 978-4-8000-0662-2

### 愛蔵版
- 小林ユミヲ『にがくてあまい 愛蔵版』小学館クリエイティブ〈ヒーローズコミックスふらっと〉、全6巻
  1. 2020年12月28日発売[23]、ISBN 978-4-86468-687-7 - 第1巻と第2巻は同時発売[24]。
  2. 2020年12月28日発売[25]、ISBN 978-4-86468-688-4
  3. 2021年1月28日発売[26]、ISBN 978-4-86468-693-8
  4. 2021年1月28日発売[27]、ISBN 978-4-86468-694-5
  5. 2021年2月28日発売[28]、ISBN 978-4-86468-703-4
  6. 2021年2月28日発売[29]、ISBN 978-4-86468-704-1

### にがくてあまい -refrain-
- 小林ユミヲ『にがくてあまい -refrain-』小学館クリエイティブ〈ヒーローズコミックスふらっと〉、既刊7巻（2023年11月15日現在）
  1. 2020年3月14日発売[30]、ISBN 978-4-86468-709-6
  2. 2020年9月15日発売[31]、ISBN 978-4-86468-750-8
  3. 2021年4月15日発売[32]、ISBN 978-4-86468-783-6
  4. 2021年10月14日発売[33]、ISBN 978-4-86468-831-4
  5. 2022年6月15日発売[34]、ISBN 978-4-86468-883-3
  6. 2023年3月29日発売[35]、ISBN 978-4-86468-149-0
  7. 2023年11月15日発売[36]、ISBN 978-4-86468-187-2

## 映画
2016年9月10日に公開された。主演は川口春奈、林遣都、監督は草野翔吾。

### キャスト（映画）
- 江田マキ - 川口春奈
- 片山渚 - 林遣都
- 立花アラタ - 淵上泰史[37]
- 青井ミナミ - 桜田ひより[37]
- 馬場園あつし - 真剣佑[37]
- ヤッさん - SU[37]
- 江田豊 - 中野英雄[37]
- 江田操 - 石野真子[37]
- 青井ミナミのマネージャー - じろう（シソンヌ）[38]
- 江田マキの同僚 - 富山えり子、松本穂香

### スタッフ（映画）
- 原作：小林ユミヲ『にがくてあまい］（マッグガーデン）
- 監督：草野翔吾
- 脚本：大歳倫弘（ヨーロッパ企画）
- 脚本監修：上田誠（ヨーロッパ企画）
- 音楽：渡邊崇
- 主題歌：OKAMOTO'S「Burning Love」[39]
- 企画・プロデュース：森山敦、渋谷昌彦、宇田川寧
- プロデューサー：山下義久、柴原祐一
- 撮影：小松高志
- 照明：蒔苗友一郎
- 美術 - 山下修侍
- 録音：小林武史
- 編集：相良直一郎
- 衣装：宮本まさ江
- ヘアメイク：田﨑ちひろ
- スクリプター：稲葉明子
- キャスティング・演技事務：原谷亜希子
- フードコーディネーター：赤堀博美
- 助監督：杉岡知哉
- 制作担当：今井尚道
- ラインプロデューサー：本島章雄
- 配給：エレファントハウス
- 宣伝：フリーストーン
- 製作プロダクション：ダブ
- 製作：「にがくてあまい」製作委員会（キングレコード、イオンエンターテイメント、ダブ）

## 配信ドラマ
2023年4月14日から6月16日まで、映像配信サービス「Lemino」で配信された。また、地上波では、同年4月20日（19日深夜）から東海テレビにて放送された。主演は生駒里奈。

### キャスト（配信ドラマ）

#### 主要人物
江田マキ
演 - 生駒里奈
キャリアウーマン。野菜嫌い。
片山渚
演 - 井上祐貴
男子校の美術教師。ベジタリアン。ゲイ。

#### 江田家
江田豊
演 - 橋本じゅん
オーガニックファームを営む父。
江田操
演 - 濱田マリ
マキの母。

#### 片山家
片山すみれ
演 - 手塚理美

片山翼
演 - 福山翔大

#### マキの関係者
松島瑠璃
演 - 菅野莉央
同級生でミナミのマネージャー。
青井ミナミ
演 - 手島実優
モデル。マキが手がけるCMに起用される。
槙村泰典
演 - 石井正則
上司。

#### 渚の関係者
立花アラタ
演 - 中島歩
初恋の人であり元同居人。
ヤッさん
演 - 木幡竜
ビーンズバーのマスター。
馬場園あつし / ばばっち
演 - 西野遼
学校の後輩。

#### その他
峯田絋征
演 - 小林竜樹

### スタッフ（配信ドラマ）
- 原作 - 小林ユミヲ『にがくてあまい』（コミプレ / ふらっとヒーローズ刊）[41]
- 監督・脚本 - 杉岡知哉[4]
- 主題歌 - mzsrz「リリー・ホールガール」（avex trax）[41]
- 料理監修 - 中本千尋[41]
- エグゼクティブプロデューサー - 田中智則[41]
- チーフプロデューサー - 黒須毅[41]
- プロデューサー - 山田憲司、石崎輝、永長朋恵、伊藤真保、柴原祐一[41]
- 制作 - 東海テレビ[41]
- 制作プロダクション - ダブ[41]
- 製作著作 - NTT docomo[41]

### 配信日程
| 各話       | 配信日  | 放送日  | 地デジ番組表         |
| ---------- | ------- | ------- | -------------------- |
| episode 1  | 4月14日 | 4月20日 | ぜんぶ、ヤツのせい   |
| episode 2  | 4月21日 | 4月27日 | 部屋と野菜と私       |
| episode 3  | 4月28日 | 5月04日 | 忘れたくない味       |
| episode 4  | 5月05日 | 5月11日 | 陽はまだ高く         |
| episode 5  | 5月12日 | 5月18日 | 姿を見せない花がある |
| episode 6  | 5月19日 | 5月25日 | 日曜日よりの使者     |
| episode 7  | 5月26日 | 6月01日 |                      |
| episode 8  | 6月02日 | 6月08日 | さよならリグレット   |
| episode 9  | 6月09日 | 6月15日 | あとはキミ次第       |
| episode 10 | 6月16日 | 6月22日 | 二人のカタチ         |